# تايني
ماركو ماسيز، المعروف باسم تايني (Tainy) ، هو منتج وكاتب أغاني من بورتوريكو . ولد وترعرع في سان خوان، بورتوريكو، دخل عالم الريغيتون بعمله على الألبوم التجميعي Mas Flow 2.
يقود موجة جديدة من الموسيقى اللاتينية لأكثر من عقد من الزمان، كان تايني منتجًا لبعض من أكبر أغاني الريغيتون. حصل تايني على جائزة غرامي وBMI بشكل متكرر، و قد عمل على إنتاج أعمال لعدد لا يحصى من الفنانين، بما في ذلك رواد الريغيتون مثل دادي يانكي و ويسين و ياندل ودون عمر وغيرهم. في الآونة الأخيرة، ساهم في نجاحات عالمية مثل أغنية " I Like It " لكاردي بي والتي تضم باد باني و جي بالفين و "No Es Justo" لجي بالفين والتي تضم زايون و لينوكس.
أنتج تايني أغانٍ مثل أغنية لورين هورقاني المنفردة اللاتينية الأولى " Lento " و "Feel It Too" التي تضم جيسي ريز و توري لانزيس و لجاستن بيبر "Habitual". أصدر ألبومه الأول بعنوان Neon16 Tape: الأطفال الذين نشأوا على الريغيتون والذي يتكون من مقطوعات مع العديد من الفنانين الآخرين. أصدرت الأغنية المنفردة "Nada" التي شارك فيها جوريغي و سي تانغانا في 21 فبراير 2020. 